# Dušan Đorđević
Dušan Đorđević (in serbo Душан Ђорђевић?; Belgrado, 29 marzo 1983) è un ex cestista serbo.

## Carriera
Con la Serbia e Montenegro universitaria ha disputato le Universiadi di Smirne 2005.

## Palmarès

### Squadra
- Campionato belga: 12

Ostenda: 2011-12, 2012-13, 2013-14, 2014-15, 2015-16, 2016-17, 2017-18, 2018-19, 2019-20, 2020-21, 2021-22, 2022-23
- Coppa di Bosnia ed Erzegovina: 1

Bosna: 2009
- Coppa di Slovenia: 1

Union Olimpija: 2010
- Coppa del Belgio: 7

Ostenda: 2013, 2014, 2015, 2016, 2017, 2018, 2021
- Supercoppe del Belgio: 4

Ostenda: 2014, 2015, 2017, 2018
- Supercoppa BNXT: 2

Ostenda: 2021, 2022
- EuroChallenge: 1

Krka Novo mesto: 2010-11
- Campionato sloveno: 1

Krka Novo mesto: 2010-11

### Individuale
- Pro Basketball League MVP: 2

2013-14, 2014-15
- Belgian Basketball Cup MVP: 3

2014, 2017, 2018
- Pro Basketball League Star of the Coaches: 1

2014-15